# Almuth Tharan
Almuth Tharan (* 25. September 1963 in Zerbst) ist eine deutsche Diplom-Sprachmittlerin und Landespolitikerin (Bündnis 90/Die Grünen). Sie gehörte dem Abgeordnetenhaus von Berlin von 1999 bis 2001 an.

## Leben
Nach dem Abitur an der Erweiterten Oberschule Zerbst 1982 studierte Almuth Tharan Asienwissenschaften an der Berliner Humboldt-Universität mit einem Abschluss als Diplomsprachmittlerin für Englisch und Hindi. Von 1987 bis 1990 war sie Redakteurin bei Radio Berlin International.
Sie trat 1989 in die Grüne Partei in der DDR ein, die 1990 mit den westdeutschen Grünen fusionierte. Von 1995 bis 1999 und erneut seit 2001 gehört sie der Bezirksverordnetenversammlung von Prenzlauer Berg bzw. Pankow an. In der Zwischenzeit hatte sie einen Sitz im Berliner Abgeordnetenhaus inne. Berliner Landesvorsitzende von Bündnis 90/Die Grünen war sie von 2003 bis 2007.
Von 2008 bis 2017 gehörte sie dem Unabhängigen Institut für Umweltfragen an, zuletzt als Projektleiterin und Vorstandsmitglied. 
Derzeit (2022) ist sie Fraktionsvorsitzende und Sprecherin für Finanzen und Haushalt sowie Stadtentwicklung und öffentlicher Raum in der Bezirksverordnetenversammlung von Prenzlauer Berg bzw. Pankow.